# Веденин, Андрей Вячеславович
Андрей Вячеславович Веденин (5 февраля 1984, Сыктывкар) — российский биатлонист, неоднократный чемпион и призёр чемпионатов России по биатлону и летнему биатлону. Мастер спорта России.

## Биография
В детско-юношеском возрасте начал заниматься лыжными гонками, позднее перешёл в биатлон. В разные периоды карьеры представлял Московскую область (г. Одинцово), Москву и Красноярский край. Тренеры — А. В. Босов, Н. Н. Козлов, В. А. Медведцев.
Чемпион России по биатлону 2014 года в смешанной эстафете в составе сборной Красноярского края. Также неоднократно был призёром чемпионата страны, в том числе серебряным в 2011 году в командной гонке, бронзовым в 2008 году командной гонке, в 2010 году в эстафете и в 2013 году в командной гонке. В летнем биатлоне стал чемпионом России в 2013 году в эстафете.
В сезоне 2009/10 участвовал в Кубке IBU на последнем этапе в Поклюке, стартовал в трёх гонках и во всех попадал в топ-30, лучший результат — 22-е место в спринте. В общем зачёте сезона занял 86-е место с 48 очками. Также принимал участие в соревнованиях «Регионального Кубка IBU», был призёром этапов.
Завершил спортивную карьеру в 2014 году.

## Личная жизнь
Отец, Вячеслав Веденин-старший (1941—2021), — двукратный олимпийский чемпион по лыжным гонкам. Брат Вячеслав (род. 1986) — тренер и судья соревнований по лыжным гонкам.
Окончил Академию экономической безопасности (Москва, 2007).